# 지엔 (승려)

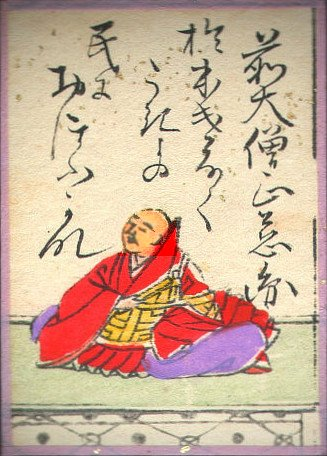
햐쿠닌 이슈에서의 지엔

지엔(일본어: 慈圓, 1155년 5월 17일 ~ 1225년 10월 28일)은 일본 헤이안 시대 말기에서 가마쿠라 시대 초기에 활동한 승려이다. 시인이자 역사서 《구칸쇼》의 저자로 유명하다. 시호는 지친(慈鎭)이다.
아버지는 후지와라노 다다미치, 어머니는 후지와라노 나카미쓰(藤原仲光)의 딸인 가가노쓰보네(加賀局)이다. 구조 가네자네는 동복 형이다.

## 생애
에이만 원년(1165년), 11세의 나이로 가쿠카이 법친왕(覺快法親王)에게 입실(入室)하여 스승으로 모셨고, 13세에 출가하여 법명을 도카이(道快)라고 하였다. 요와 원년(1181년) 가쿠카이가 입적하자 이름을 지엔으로 바꾸었고, 이듬해 젠겐(全玄)으로부터 관정(灌頂)을 받았다. 겐큐 3년(1192년) 11월 29일, 38세의 나이로 제62대 천태좌주(天台座主)가 되었다. 그 후로도 세 번 더 천태좌주에 임명되었다.
조큐 원년(1219년) 《구칸쇼》를 저술하였는데, 이 책은 《신황정통기》, 《독사여론》과 더불어 일본의 3대 사론서(史論書) 중 하나로 손꼽히고 있다. 그는 말법사상과 '도리(道理)'의 원리에 입각하여 역사를 서술하였다. 미나모토노 요리토모의 정치와 무사들의 대두에 대해서는 도리에 맞는 일이라 여겼고, 고토바 상황의 반(反)무사적 태도와 대비되는 입장에 있었다.

## 와카
주제 넘지만 속세의 백성들을 덮어주리라 내가 사는 이 산(히에이 산)의 검은 가사 소매로
おほけなく うき世の民に おほふかな わがたつ杣に 墨染の袖— 《백인일수》